# Store Darum
Store Darum er en lille by i Sydvestjylland med 929 indbyggere  (2025), beliggende i Darum Sogn, ca. 8 km fra Bramming og 13 km fra centrum af Esbjerg. Byen ligger i Esbjerg Kommune og tilhører Region Syddanmark.
I Store Darum finder man Darum Kirke, og tidligere Darum Kro som længe var ubenyttet og blev nedrevet i 2019. Byen har desuden en campingplads, Darum Camping og en skole med klasser fra 0. til 6. klasse, i kombination med børnepasning i det det kaldes Darum Børneby.
Byen er repræsenteret overfor myndighederne, primært Esbjerg Kommune, med et delvist beboervalgt lokalråd der forestår samarbejdet i officielle anliggender.

## Beliggenhed
Store Darum ligger nær Vesterhavet og Vadehavet, og har som konsekvens heraf i historisk tid, før vadehavsdigerne blev bygget, ofte været udsat for oversvømmelser. Byen er traditionelt delt i 4 bebyggelsesgrupper: Nørreby, Vesterby, Midtby og Sønderby, baseret på de områder, der lå så højt, at de kun sjældent blev oversvømmet, omend der efterhånden er sket en sammenvoksning som følge af nyere tids bebyggelsesudvikling.
Mod vest ligger engområdet Tue ud mod Vesterhavet, mod nordvest Sneum Å med Vesterenge, mod nord engområdet Lambertsdam, mod sydvest Østerenge, mod sydøst Søndermose.
Tidligere lå landsbyen ret isoleret med dårlige vejforbindelser, men en moderne landevej mellem Esbjerg og Ribe er ført nord og vest om byen hvilket har gjort byen mere tilgængelig.

## Historie
Darum omtales første gang ca. 1340 som Darrum. Endelsen -rum betyder en "åben plads fremkommet ved rydning".
Store Darum landsby bestod i 1682 af 42 gårde og 18 huse med jord. Det samlede dyrkede areal udgjorde 1.047,1 tønder land skyldsat til 240,76 tønder hartkorn. Dyrkningsformen var græsmarksbrug med tægter.
Omkring år 1900 havde Darum med kirke, præstegård, skole, forsamlingshus (opført 1887), mølle, andelsmejeri og kro.
- Den nordligste del af Darum Kirkesti
- Grøn plads med kvindeeg syd for kirken
- Peder Jakobi Nielsens mindesten